# (2794) Kulik
(2794) Kulik es un asteroide que forma parte del cinturón de asteroides y fue descubierto por Nikolái Stepánovich Chernyj desde el Observatorio Astrofísico de Crimea, en Naúchni, el 8 de agosto de 1978.

## Designación y nombre
Kulik se designó al principio como 1978 PS3.
Más adelante, en 1984, fue nombrado en honor del mineralogista ruso Leonid Kulik (1883-1942).

## Características orbitales
Kulik está situado a una distancia media de 2,444 ua del Sol, pudiendo acercarse hasta 1,913 ua y alejarse hasta 2,975 ua. Tiene una excentricidad de 0,2172 y una inclinación orbital de 7,492 grados. Emplea 1396 días en completar una órbita alrededor del Sol.

## Características físicas
La magnitud absoluta de Kulik es 12,9 y el periodo de rotación de 8 horas.